# John Sewell
John Sewell (Halfmorton, 23 april 1882 - Cambridge, 18 juli 1947) was een Brits sporter. 
Sewell was lid van het team van de Londense politie die tijdens de Olympische Zomerspelen 1912 in het Zweese Stockholm verloor van de team van de politie van Stockholm. Acht jaar later tijdens de Olympische Zomerspelen 1920 won Sewell samen met zijn ploeggenoten de gouden medaille. Na deze spelen verdween het touwtrekken van het olympisch programma.
1900: Aabye, Schmidt, Winckler, Nilsson, Söderström, Staaf ·
1904: Olson, Johnson, Seiling, Magnusson, Flanagan ·
1908: Barrett, Goodfellow, Humphreys, Hirons, Ireton, Merriman, Mills, Shepherd ·
1912: Andersson, Bergman, Edman, Fredriksson, Gustafsson, Jonsson, Larsson, Lindström ·
1920: Canning, Holmes, Humphreys, Mills, Sewell, Shepherd, Stiff, Thorn